# Graciela Alfano
Graciela Alfano (ur. 14 grudnia 1952 w Buenos Aires) – argentyńska modelka i aktorka, zwyciężczyni konkursów Miss Siete Días 1971 i Miss Belleza Panamericana 1972, jurorka programu Bailando por un Sueño.

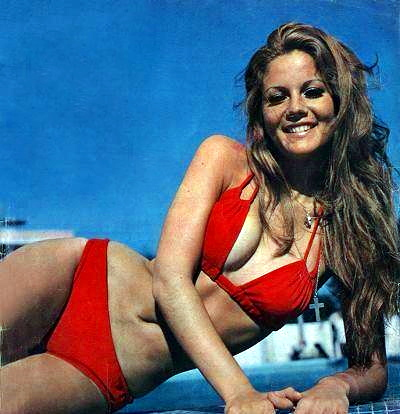
Graciela Alfano (1972)

## Życiorys

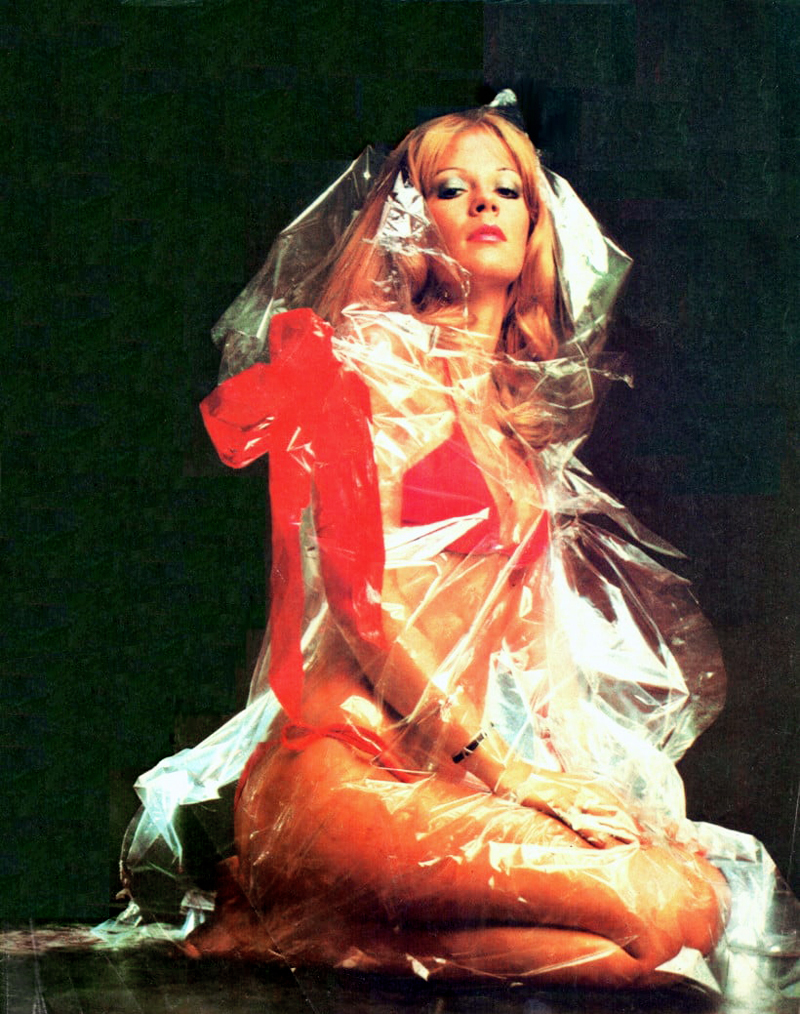
Graciela Alfano (1974)

Studiowała inżynierię wodno-lądową na Uniwersytecie w Buenos Aires, jednak studiów tych nie ukończyła. Rozpoczęła pracę w stacji telewizyjnej América TV, w 1995 roku prowadziła w niej program plotkarski o nazwie El Periscopio. W latach 2007 oraz 2011 była jurorką odpowiednio 4. i 7. edycji programu Bailando por un Sueño.
Związana była także z teatrem w Villa Carlos Paz.

## Wybrana filmografia[2]
- Mi amigo Andrés (1973)
- Sábados Gigantes (1974)
- Mi querido Luis (1976)
- De pe a pa (1977)
- Renato (1978)
- La invitación (1981; rola Elisy)[5]
- Noche de Gigantes (1982)
- Mediomundo (1985)
- Las gatitas y ratones de Porcel (1987)
- Graciela y Andrés de una a tres (1991-1993)
- Gigante y Usted (1996)
- Viva el Lunes (1996)
- Graciela de América (1997)
- Teatro en Canal 13 (1997)
- Gasoleros (1998)
- Totalmente (1999)
- Biografías no autorizadas (2000)
- El lunes sin falta (2001)
- Aquí se pasa mundial (2002)
- Louisiana última tentación (2005)
- Intrusos en el espectáculo (2006)
- Patito feo (2007)
- El diario de Mariana (2015)

## Nagrody
- Carlos de Oro (2001)[6]
- Faro Awards (2008)[3]

## Życie prywatne
W wieku 19 lat poślubiła Andrésa Ruskowskiego, jednak małżeństwo zakończyło się rozwodem. Następnie związała się z przedsiębiorcą Enrique Capozzolo, z którym jednak także się rozwiodła; para miała dwóch synów: Francisco oraz Gonzalo.
Jej przodkowie byli Arboreszami.